# Rieux-Volvestre
Rieux-Volvestre – miejscowość i gmina we Francji, w regionie Oksytania, w departamencie Górna Garonna.
Według danych na rok 1990 gminę zamieszkiwało 1721 osób, a gęstość zaludnienia wynosiła 53 osób/km² (wśród 3020 gmin regionu Midi-Pireneje Rieux-Volvestre plasuje się na 207. miejscu pod względem liczby ludności, natomiast pod względem powierzchni na miejscu 259.).